# S&T Motiv
S&T Motiv Co., Ltd, precedentemente denominata S&T Daewoo e Daewoo Precision Industries, è un'azienda sudcoreana fondata nel 1981, produttrice di armi e ricambi per auto. I suoi prodotti equipaggiano gran parte della fanteria dell'Esercito sudcoreano.

## Storia
La Daewoo Precision Industries Co. viene creata nel dicembre 1981 come sussidiaria di Daewoo per la produzione di armi leggere. Nel 1986 alla produzione di armi viene affiancata quella dei ricambi per autoveicoli.
Nel dicembre 1992 l'azienda viene quotata sulla Borsa di Corea. A seguito del collasso di Daewoo, nel febbraio 2002 viene scorporata e il mese successivo torna ad essere quotata in borsa.
Nel giugno 2006 la maggioranza delle azioni viene acquisita dalla S&T Holdings e, nel settembre dello stesso anno, l'azienda viene rinominata S&T Daewoo Co., Ltd. Una successiva ridenominazione avviene nel marzo 2012, quando prende il nome attuale di S&T Motiv Co., Ltd.

## Prodotti principali

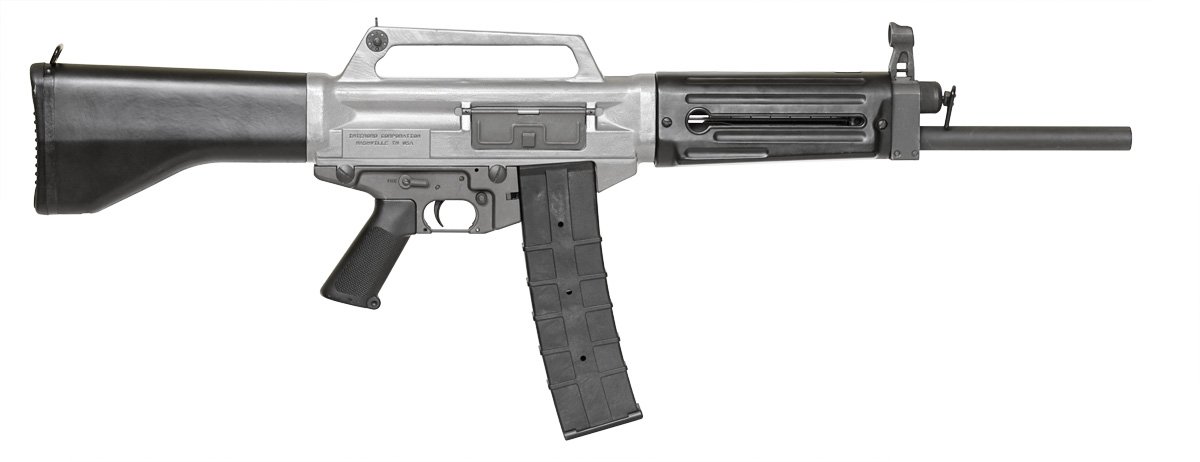
USAS-12

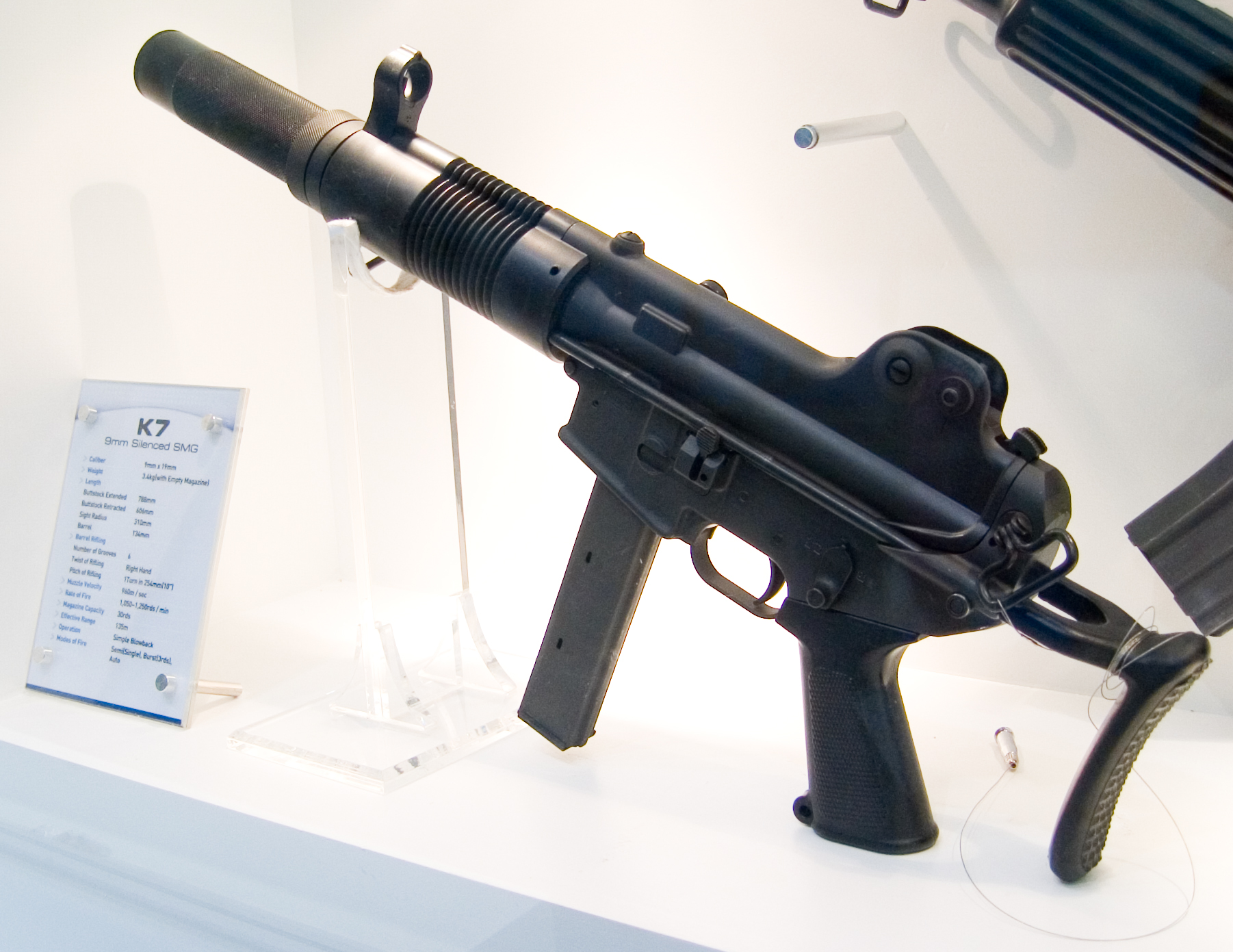
K7

### Su licenza
- M1911, pistola semiautomatica (.45 ACP)
- M16A1, fucile d'assalto (5,56 × 45 mm NATO)[2]
- M60D, mitragliatrice ad uso generale (7,62 × 51 mm NATO)
- M203, lanciagranate sottocanna, denominato K201 con piccoli miglioramenti rispetto all'originale statunitense (40 × 46 mm)

### Progetti propri
- USAS-12, fucile a canna liscia da combattimento (calibro 12)
- K1, fucile d'assalto/mitra (.223 Remington)
- K2, fucile d'assalto (5,56 × 45 mm NATO)
- K3, mitragliatrice leggera (5,56 × 45 mm NATO)
- K4, lanciagranate automatico (40 × 53 mm)
- K5, pistola semiautomatica (9 × 19 mm Parabellum)
- K7, mitra silenziato (9 × 19 mm Parabellum)
- XK8 (prototipo sperimentale), fucile d'assalto bullpup (5,56 × 45 mm NATO)
- XK9 (prototipo sperimentale), mitra (9 × 19 mm Parabellum)
- XK10 (prototipo sperimentale), mitra (9 × 19 mm Parabellum)
- K11 (arma multipla), fucile d'assalto/lanciagranate (5,56 × 45 mm NATO/20 × 30 mm)
- K12, mitragliatrice ad uso generale (7,62 × 51 mm NATO)
- K14, fucile di precisione (7,62 × 51 mm NATO)
- K15 Mitragliatrice leggera  (5,56 × 45 mm NATO)